# Jan Dąbrowski (bloger)
Jan Dąbrowski, pseud. JDabrowsky (ur. 29 września 1996 w Legnicy) – polski youtuber, prezenter radiowy i telewizyjny.

## Życiorys
W 2011 zdobył złoty medal w międzynarodowym turnieju Brabant Open. 
Od 2011 publikuje filmy na kanale „JDabrowsky” w serwisie YouTube. Na początku pokazywał, jak tworzy grafiki komputerowe. We wrześniu 2013 zmienił tematykę filmów na gry komputerowe; dzięki dokumentowaniu grania w Minecrafta zdobył rozpoznawalność w sieci. W lutym 2015 przekroczył pułap 500 tys. subskrybentów na kanale, a w 2016 przekroczył barierę miliona stałych widzów.
W 2014 został właścicielem marki odzieżowej JDabrowsky Wear. W 2015 nagrał partie wokalne do singli DJ-a Remo „Terefere”, a w 2016 zaśpiewał w utworze Donia „Rzucam tuby” (2016). W latach 2015–2016 prowadził audycję w radiowej „Czwórce” Terefere Radio. W 2016 został ambasadorem obozów młodzieżowych Terecamp.
23 listopada 2016 przy współpracy z Insignis Media wydał książkę pt. Takie tam. W latach 2017 i 2019 wręczał nagrodę w kategorii Literatura dla młodzieży na gali Bestsellery Empiku. W 2018 zaśpiewał w piosenkach „Jeden mały gest” DJ-a Remo i „W moim sercu” Verby. Był jednym z pomocniczych prowadzących drugiej i trzeciej edycji programu rozrywkowego TVP2 The Voice Kids. W 2021 wziął udział w projekcie charytatywnym „Kalendarz Dżentelmeni” oraz uczestniczył w Szczycie Cyfrowym zainicjowanym przez Organizację Narodów Zjednoczonych.

## Życie prywatne
Od 2022 roku żonaty z Sylwią Przybysz. Mają  trzy córki: Polę (ur. 2020), Nelę (ur. 2021) i Jaśminę (ur. 2023).

## Filmografia

### Dubbing
- 2016: Zwierzogród jako zawiadowca stacji i wilk w areszcie
- 2016: Kapitan Ameryka: Wojna bohaterów jako przechodzień
- 2017: Emotki. Film jako beksa
- 2017: Strażnicy Galaktyki vol. 2 jako bandyta
- 2019: Ralph Demolka w internecie jako uczestnik aukcji
- 2021: Psi Patrol: Film jako Harris
- 2024: Psi Patrol: Wielki film jako Sztuczna Inteligencja

### Programy telewizyjne
- 2018: SNL Polska – gość
- 2019–2020: The Voice Kids (TVP2) – prowadzący
- 2024: Cudowne Lata (TVP2) - gość
- od 2024: The Voice of Poland (TVP2) – prowadzący

Aktor
- 2022: ZołzaZołza - student Jan

## Nagrody i nominacje
| Rok  | Konkurs                              | Kategoria               | Rezultat  | Źr.    |
| ---- | ------------------------------------ | ----------------------- | --------- | ------ |
| 2018 | Nickelodeon Kids’ Choice Awards 2018 | Ulubiona polska gwiazda | Nominacja | [ 25 ] |